# Rat at Rat R
Rat at Rat R war eine Noise-Rock-Band aus New York, die 1981 in Philadelphia gegründet wurde. Der Musikstil der Gruppe kann mit dem von anderen Bands der frühen Noise-Rock-Szene New Yorks wie Sonic Youth, Live Skull oder Swans verglichen werden.

## Diskografie
- 1985: Rock & Roll Is Dead, Long Live Rat at Rat R (Album)
- 1988: Stainless Steel (EP)
- 1991: Rat at Rat R (Album)